# BYSL
BYSL‏ (Bystin like) هوَ بروتين يُشَفر بواسطة جين BYSL في الإنسان.